# Blew
Cet article possède un paronyme, voir Blow.
Albums de Nirvana
Bleach
(1989) Nevermind
(1991)
Blew est le premier EP du groupe américain de grunge Nirvana, sorti en décembre 1989 sur le label Tupelo afin promouvoir le trio avant sa première tournée européenne. Limité à seulement 3 000 exemplaires, le disque, qui n'est finalement vendu qu'au Royaume-Uni,  est en tête de l'UK Indie Chart en janvier 1990. Lors de l'enregistrement au studio Music Source de Seattle, Kurt Cobain utilise le re-recording pour doubler sa voix.

## Contexte
Nirvana publie son premier album studio, Bleach, le 15 juin 1989 aux États-Unis. La réputation grandissante du groupe traverse l'Atlantique et la presse commence à spéculer sur la carrière qu'aura le trio, lui prédisant un succès au moins équivalent à Mudhoney. Outre-Manche, c'est ni plus, ni moins, le DJ le plus populaire du Royaume, John Peel, qui se charge de faire leur promotion. Néanmoins, ce premier disque a été produit avec du vieux matériel, « rafistolé et crasseux ».

## Enregistrement
Afin de changer cette image, le groupe décide d'enregistrer de nouveau quelques morceaux de leur premier album. Sous l'égide de Steve Fisk, ils passent alors, en septembre 1989, une soirée au studio Music Source, à Seattle, et y enregistrent de nouveau Stain, Been a Son, Token Eastern Song, Polly et Even in his Youth. Le producteur retravaille les chansons quelques jours plus tard produisant « un son plus pop, plus immédiat, dans la lignée d'About a Girl ». Sur Stain et Been a Son, Kurt Cobain se sert du re-recording : une technique qu'il a entendu sur les disques des Beatles et notamment Rubber Soul, son préféré. Cette astuce consiste à doubler sa voix afin de donner une impression de puissance. Finalement, seules ces deux dernières pistes figureront sur l'EP, en plus de Blew et Love Buzz, qui sont reprises de Bleach.
Le son si caractéristique de Blew est dû a une erreur, en effet les membres du groupe avaient accordés leurs instruments plus grave mais oublièrent qu'il l'avaient fait. Donc en studios ils demanderont de rendre le son plus grave sur les pistes de guitare et de basse afin de corriger leur oubli puis au moment de l'écoute ils se rendront compte que les instruments étaient déjà accordés mais ils garderont quand même ce son doublement grave.

## Parution
Blew étant destiné au marché européen et essentiellement au Royaume-Uni, la sortie de l'EP est prévue pour le début de la première tournée européenne de Nirvana, dont la première date est le 23 octobre 1989, à Newcastle. Mais le projet prend du retard et le disque paraît finalement au mois de décembre 1989 en vinyle et en CD et ne sera disponible qu'au Royaume-Uni. Seulement 3 000 exemplaires en sont imprimés, mais suffisamment pour qu'il atteigne la première place de l'UK Indie Chart en janvier 1990.

## Fiche technique

### Liste des chansons
Toutes les chansons sont écrites et composées par Kurt Cobain sauf si mention contraire.
| No | Titre      | Auteur             | Durée |
| -- | ---------- | ------------------ | ----- |
| 1. | Blew       |                    | 2:55  |
| 2. | Love Buzz  | Robbie van Leeuwen | 3:36  |
| 3. | Been a Son |                    | 2:22  |
| 4. | Stain      |                    | 2:38  |

### Interprètes
- Kurt Cobain – chant, guitare
- Chris Novoselic – basse
- Chad Channing – batterie

### Équipe de production
- Steve Fisk – production sur Stain et Been a Son
- Jack Endino – production sur Blew et Love Buzz
- Tracy Marander – photographie
- Lisa Orth – art et design de l'album

### Ouvrages
- Florent Mazzoleni, Nirvana et le Grunge : 15 Ans de Rock Underground américain, Paris, Presses de la Cité, coll. « Gilles Verlant présente », 6 février 2006, 159 p. (ISBN 2-258-06963-7)

1. 1 2 3  Mazzoleni 2006, p. 91-92

### Autres sources
1. ↑  Chuck Crisafulli, Nirvana, l'histoire cachée derrière chaque chanson, L'Imprévu, 2019.
2. ↑  (en) Everett True, « Blew », Melodie Maker,‎ février 1992